# Celyphus aurora
Celyphus aurora är en tvåvingeart som beskrevs av Karsch 1884. Celyphus aurora ingår i släktet Celyphus och familjen Celyphidae. Inga underarter finns listade i Catalogue of Life.